# Waldeggsee-Initiative

Der geplante Waldeggsee in der Originalvariante mit gestrichelt eingezeichneten Alternativvarianten auf einer Karte mit der noch existierenden Eisbahn Zelgli.

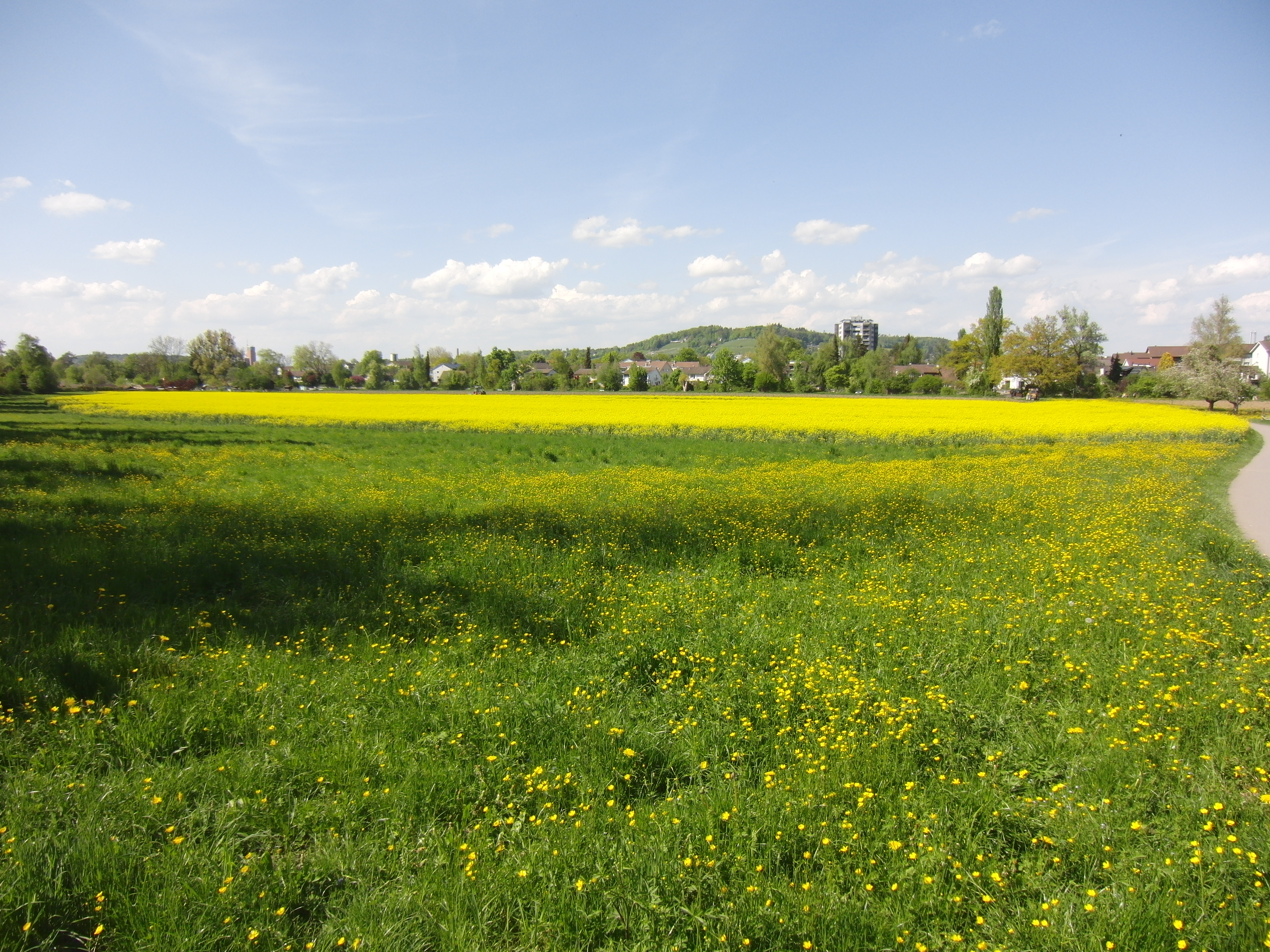
Das Feld, wo der Waldeggsee zu liegen gekommen wäre.

Die Waldeggsee-Initiative, mit vollem Titel Waldeggsee - Initiative: Jahr 2000 - ein See für Winterthur, war eine Volksinitiative in der Stadt Winterthur, die die Erstellung eines Sees in Winterthur verlangte. Federführend bei der Initiative war der Winterthurer Künstler Erwin Schatzmann. Die Initiative wurde am 19. September 1996 mit 1'372 gültigen Unterschriften eingereicht und am 7. Februar 1999 durch die Winterthurer Stimmbevölkerung abgelehnt.

## Inhalt
Die ursprünglich aus einem städtischen Ideenwettbewerbs entstandene Initiative verlangte die Erstellung eines 5 ha grossen und 5 Meter tiefen Sees in einer Senke im Dreieck Mattenbach, Waldeggstrasse und Waldeggweg. Der See hätte damit südlich des Stadtkreis Mattenbach am nördlichen Rand des Eschenbergwaldes auf dem Gebiet eines bereits angedachten Hochwasserrückhaltebeckens gelegen. Der See sollte dabei nicht als Naturschutzbiotop dienen, sondern als Badesee für die Winterthurer Bevölkerung, die ansonsten keinen See hatte. Hierfür sollte ein Kredit von 15 Millionen Schweizer Franken gesprochen werden.

## Geschichte
Nach Einreichung der Initiative gab der Stadtrat eine Machbarkeitsstudie in Auftrag. Diese ergab, dass die Wasserqualität des Mattenbachs genügt, um die Idee umzusetzen. Die Kosten für den See wurden von der Studie auf 16 bis 20 Millionen Franken angesetzt, was über dem von der Initiative verlangtem Kredit liegt. Für den See wäre gemäss der Studie ein Aushub von 350'000 Kubikmeter Erdmaterial nötig gewesen und der Baugrund hätte teilweise abgedichtet werden müssen. Auch brachten die Initianten nach der Einreichung weitere Varianten des Sees in Diskussion, unter anderem eine halb so grosse und nur 6,5 bis 8 Millionen Franken teure Variante, die vollständig auf städtischen Land gelegen hätte.
Im Gemeinderat wurde die Initiative zuerst von der vorberatenden Rechnungsprüfungskommission behandelt, die die Initiative dem Grossen Gemeinderat mit 7 gegen 3 Stimmen zur Ablehnung empfohlen hat. Dieser behandelte die Vorlage am 20. September 1998. In der Gemeinderatsdebatte wurde moniert, dass der See unnötig und zu teurer und eigentlich gar kein richtiger See wäre. Ausserdem wurde wegen der geringen Tiefe eine starke Algenbildung befürchtet. Auch wurde angeführt, dass Winterthur bereits über genügend Freibäder verfügen würde. Einzig die SP befürwortete das Projekt, da es die Lebensqualität in der Stadt erhöhen würde und einem Grossteil der Bevölkerung diene. Die Vorlage wurde schliesslich in der Schlussabstimmung mit 36 gegen 13 Stimmen verworfen.
Die Abstimmung über den Waldeggsee wurde nach der Behandlung im Parlament ein halbes Jahr später auf den 7. Februar 1999 angesetzt. Noch vor der Abstimmung über den See bewilligte dabei die Winterthurer Stadtbevölkerung am 29. November 1998 ein erstes Mal den Bau der Eishalle Deutweg für 20 Millionen Franken, einen Betrag in ähnlicher Grössenordnung wie der Waldeggsee. Die Diskussion zum Waldeggsee wurde im Vorfeld der Abstimmung von den Medien reichlich mitverfolgt, der Tages-Anzeiger schlug sich dabei im Gegensatz zum lokal verankerten Landboten auf die Seite der Initiativbefürworter. Sogar aus dem Ausland wurde über den Waldeggsee berichtet. Für die Initiative machte der Tages-Anzeiger im Verlauf der Diskussion darauf aufmerksam, dass es in der Schweiz bereits künstlich angelegte Badeseen gibt, so die Drei Weieren in St. Gallen sowie der Lai Barnagn im Savognin. Ein Teil der Bevölkerung solidarisierte sich im Vorfeld der Initiative mit der Bauernfamilie, die für den See einen Teil ihres Landes hätte abgeben müssen. Ebenfalls wurde Schatzmann als Kopf der Initiative reichlich kritisiert. Hauptkritikpunkt blieb jedoch der auch von der Regierung kritisierte finanzielle Aspekt dieses ungewöhnlichen Projekts, sodass der Waldeggsee schliesslich von drei Vierteln der Winterthurer Bevölkerung bachab geschickt wurde.
Einen Erfolg konnte die Initiative verbuchen: Nach Ablehnung der Initiative liess der Stadtrat eine Arbeitsgruppe einsetzen, die überprüfen sollte, ob der Schützenweiher, Dättnauerweiher, Walcheweiher und Kemptweiher als Badegewässer freigegeben werden können. In der Folge wurde im Juni 2000 das Baden in den drei erstgenannten Weihern auf eigene Gefahr erlaubt, während es im Dättnauerweiher verboten blieb, da dieser in einem Naturschutzgebiet liegt.

## Resultat Volksabstimmung
Die Initiative wurde am 7. Februar 1999 von der Winterthurer Stimmbevölkerung mit einem Ja-Stimmenanteil von 25,3 % bei einer Stimmbeteiligung von 50,6 % klar verworfen.
| Kreis          | Ja (%) | Nein (%) | Beteiligung |
| -------------- | ------ | -------- | ----------- |
| Stadt          | 32,1 % | 67,9 %   | 51,0 %      |
| Oberwinterthur | 23,1 % | 76,9 %   | 49,1 %      |
| Seen           | 24,3 % | 75,7 %   | 54,9 %      |
| Töss           | 23,0 % | 77,0 %   | 44,3 %      |
| Veltheim       | 26,6 % | 73,4 %   | 54,3 %      |
| Wülflingen     | 22,3 % | 77,7 %   | 46,7 %      |
| Mattenbach     | 22,8 % | 77,2 %   | 51,0 %      |
| Total          | 25,3 % | 74,7 %   | 50,6 %      |